# Kvadrifora
Kvadrifora (od talijanskog: quadrifora) tip je prozorskog okna okomito podijeljenog na četiri jednaka dijela - stupom, pilonom ili na neki drugi način. Svaki je dio nadsvođen lukom, a ponekad i cijela trifora jednim dodatnim lukom, pri čemu se u prostoru između četiriju manjih lukova i velikog luka često nalaze dekorativni elementi.
Kvadrifore su se koristile znatno manje od monofora, bifora i trifora. Pojavile su se u doba romanike, a koristile i u razdoblju gotike i renesanse. Nakon toga gotovo su zaboravljene, a ponovno su se vratile u arhitekturu u 19. stoljeću, u vrijeme eklekticizma i ponovne popularizacije ranijih stilova (gotike i romanike).
Ovaj se tip prozorskog okvira obično koristio za veće i kićenije otvore, posebice na završnim katovima zvonika, jer bi veliki otvori kvadrifora smanjivali masu zvonika pa bi zvonik tako mogao dosegnuti veće visine.

## Poveznice
- Monofora
- Bifora
- Trifora